# Condado de Wschowa
Condado de Wschowa (polaco: powiat wschowski) é um powiat (condado) da Polónia, na voivodia da Lubúsquia. A sede do condado é a cidade de Wschowa. Estende-se por uma área de 624,82 km², com 39 006 habitantes, segundo o censo de 2005, com uma densidade de 62,43 hab/km².

## Divisões admistrativas
O condado possui:
Comunas urbana-rurais: Sława, Szlichtyngowa, Wschowa
Cidades: Sława, Szlichtyngowa, Wschowa

## Demografia
População (dados de 30 de Junho de 2005):
|          | Total   | Total | Mulheres | Mulheres | Homens  | Homens |
| -------- | ------- | ----- | -------- | -------- | ------- | ------ |
|          | pessoas | %     | pessoas  | %        | pessoas | %      |
| Total    | 39 006  | 100   | 19 776   | 50,7     | 19 230  | 49,3   |
| Cidades  | 19 862  | 100   | 10 261   | 51,7     | 9601    | 48,3   |
| Povoados | 19 144  | 100   | 9515     | 49,7     | 9629    | 50,3   |